# Jadwiga Hładki-Wajwódowa
Jadwiga Salomea Hładki-Wajwódowa, właśc. Franciszka Salomea Jadwiga Hładki (ur. 14 stycznia 1904 w Warszawie, zm. między 6 a 12 sierpnia 1944 tamże) – graficzka, ilustratorka, malarka i rzeźbiarka.

## Życiorys
Urodziła się w rodzinie Franciszka i Salomei Katarzyny z Ciechanowiczów. Po ukończeniu sześciu klas pensji Zofii Sierpińskiej kontynuowała naukę w Miejskiej Szkole Sztuk Zdobniczych i Malarstwa, którą ukończyła w 1926. Następnie studiowała pod kierunkiem prof. Karola Tichego w Szkole Sztuk Pięknych, gdzie poznała przyszłego męża Antoniego Wajwóda oraz Edwarda Manteuffla-Szoege. We troje w 1933 założyli Warszawskie Atelier Grafiki Dekoracyjno-Reklamowej „Mewa”. Studia ukończyła także w 1933 i przystąpiła do Stowarzyszenia Polskich Artystów Grafików „Ryt”, która skupiało drzeworytników, uczniów Władysława Skoczylasa. 
Zajmowała się grafiką warsztatową oraz winietkami i ilustracjami dla dzieci. Współpracowała z „Płomyczkiem” i „Słonkiem”. W połowie 1934 „Mewa” otrzymała prestiżowe zamówienie na dekorację części wnętrz pierwszego polskiego transatlantyku MS Piłsudski. Artystka wykonała pięć malowideł temperą w jednej z sypialni dziecięcych wspólnie z Michałem Byliną. W kabinach III klasy znalazły się drzeworyty jej autorstwa. Od 1935 rozpoczęła też, jako członkini „Mewy”, projektowanie okładek wznowionego miesięcznika „Skamander”.
26 maja 1934 wyszła za mąż za Antoniego Wajwóda.
Podczas okupacji niemieckiej razem z mężem byli związani z prowadzonym przez Karola Tchorka Salonem Sztuki „Nike”. Oboje zginęli podczas powstania warszawskiego.